# Didier Bionaz
Didier Bionaz (Aosta, 22 februari 2000) is een Italiaanse biatleet. Hij vertegenwoordigde zijn vaderland op de Olympische Winterspelen 2022 in Peking.

## Carrière
Bionaz maakte zijn wereldbekerdebuut in maart 2020 in Nové Město na Moravě. In december 2020 scoorde de Italiaan in Hochfilzen zijn eerste wereldbekerpunt met een 40ste plaats in de sprint. Twee dagen later in de aansluitende achtervolging werd Bionaz 19de, wat hem de eerste biatleet die na 2000 geboren die een top-20 in de wereldbeker haalde. Op de wereldkampioenschappen biatlon 2021 in Pokljuka eindigde hij als twintigste op de 10 kilometer sprint, als 57e op de 12,5 kilometer achtervolging en als 59e op de 20 kilometer individueel. Op de estafette eindigde hij samen met Lukas Hofer, Tommaso Giacomel en Dominik Windisch op de zesde plaats, samen met Lukas Hofer, Dorothea Wierer en Lisa Vittozzi eindigde hij als zesde op de gemengde estafette. Tijdens de Olympische Winterspelen van 2022 eindigde Bionaz als 48e op de 20 kilometer individueel.
In Oberhof nam de Italiaan deel aan de wereldkampioenschappen biatlon 2023. Op dit toernooi eindigde hij als 26e op de 20 kilometer individueel en als 66e op de 10 kilometer sprint. Op de estafette eindigde hij samen met Tommaso Giacomel, Elia Zeni en Lukas Hofer op de zevende plaats, samen met Lisa Vittozzi, Dorothea Wierer en Tommaso Giacomel veroverde hij de zilveren medaille op de gemengde estafette.

## Resultaten

### Olympische Winterspelen
| Jaar | Plaats | Onderdeel   | Onderdeel | Onderdeel     | Onderdeel  | Onderdeel | Onderdeel          |
| Jaar | Plaats | Individueel | Sprint    | Achtervolging | Massastart | Estafette | Gemengde estafette |
| ---- | ------ | ----------- | --------- | ------------- | ---------- | --------- | ------------------ |
| 2022 | Peking | 48e         | –         | –             | –          | –         | –                  |

### Wereldkampioenschappen
| Jaar | Plaats   | Onderdeel   | Onderdeel | Onderdeel     | Onderdeel  | Onderdeel | Onderdeel          | Onderdeel           | Onderdeel |
| Jaar | Plaats   | Individueel | Sprint    | Achtervolging | Massastart | Estafette | Gemengde estafette | Single- Mixed-relay |           |
| ---- | -------- | ----------- | --------- | ------------- | ---------- | --------- | ------------------ | ------------------- | --------- |
| 2021 | Pokljuka | 59e         | 20e       | 57e           | –          | 6e        | 6e                 | –                   |           |
| 2023 | Oberhof  | 26e         | 66e       | –             | –          | 7e        | Zilver             | –                   |           |

### Wereldkampioenschappen junioren
| Jaar | Plaats      | Onderdeel   | Onderdeel | Onderdeel     | Onderdeel |
| Jaar | Plaats      | Individueel | Sprint    | Achtervolging | Estafette |
| ---- | ----------- | ----------- | --------- | ------------- | --------- |
| 2020 | Lenzerheide | 8e          | 17e       | 13e           | DSQ       |

### Wereldbeker
Eindklasseringen
| Seizoen   | Algemeen | Individueel | Sprint | Achtervolging | Massastart |
| --------- | -------- | ----------- | ------ | ------------- | ---------- |
| 2020/2021 | 49e      | 35e         | 60e    | 53e           | 38e        |
| 2021/2022 | 84e      | 54e         | 91e    | 72e           | –          |
| 2022/2023 | 46e      | 37e         | 57e    | 46e           | 42e        |